# 10 décembre dans les chemins de fer
10 novembre 10 janvier
Chronologies thématiques
- Croisades
- Sports
- Disney

Cette page concerne les événements qui se sont déroulés un 10 décembre dans les chemins de fer.

## Événements

### XIXesiècle
- 1870.  France :   mise en service de la section de 23 km entre Perpignan et d'Ille-sur-Têt[1] par la Compagnie PP.

- 1875.  Espagne :   création de la compañia de los Ferrocarriles de Tarragona a Barcelona y Francia (TBF).

### XXesiècle
- 1910.  France :   ouverture de la station Cité sur la ligne 4 du métro de Paris (après la ligne).

- 1933.  France :   ouverture de la section Richelieu - Drouot - Porte de Montreuil de la ligne 9 du métro de Paris.

- 1982.  France :   ouverture de la branche Maison Blanche - Le Kremlin-Bicêtre de la ligne 7 du métro de Paris.